# Physoloba multivirgulata
Physoloba multivirgulata là một loài bướm đêm trong họ Geometridae.